# Орден Аль-Хусейна
Орден Аль-Хусейна (англ. Wisam al-Husayniya) — государственная награда Иордании.

## История
Орден Аль-Хусейна был учреждён королём Иордании Хусейном в 1976 году для вознаграждения граждан за заслуги в гуманитарной деятельности, а также в конкретных областях деятельности, в том числе филантропии, литературе, искусстве, науке, образовании, промышленности и коммерции или на государственной службе.

## Степени
Орден имеет три класса:
- Большая лента — инсигнии состоят из знака на широкой чрезплечной ленте и звезды на левой стороне груди.
- Командор — инсигнии состоят из знака на шейной ленте и звезды на левой стороне груди.
- Кавалер — инсигнии состоят из знака на шейной ленте.

## Описание
Знак ордена состоит из нескольких звёзд, наложенных друг на друга. Нижняя звезда – серебряная семиконечная перевёрнутая, лучи которой состоят из пяти заострённых плоских разновеликих пирамидально расположенных лучиков. Верхняя звезда – золотая семиконечная, с лилиеобразными лучами и штралами в виде ромбов, заполненных цветной эмалью. В центре звезды круглый медальон красной эмали с золотой каймой. В медальоне накладной золотой профильный погрудный портрет короля Хусейна. На кайме сверху и снизу надпись на арабском языке заполненная эмалью чёрного цвета. Знак при помощи переходного звена в виде семиконечного цветка крепится в орденской ленте.
Звезда ордена аналогична знаку, но большего размера.
Лента ордена шёлковая муаровая с широкой белой полосой в центре, красными полосками по краям, обременённых зелёными полосками с чёрной окантовкой по центру.
В инсигнии ордена входят миниатюра и орденская планка.
| Орденские планки | Орденские планки | Орденские планки |
| ---------------- | ---------------- | ---------------- |
| Большая лента    | Командор         | Кавалер          |
|                  |                  |                  |